# Nervus iliohypogastricus

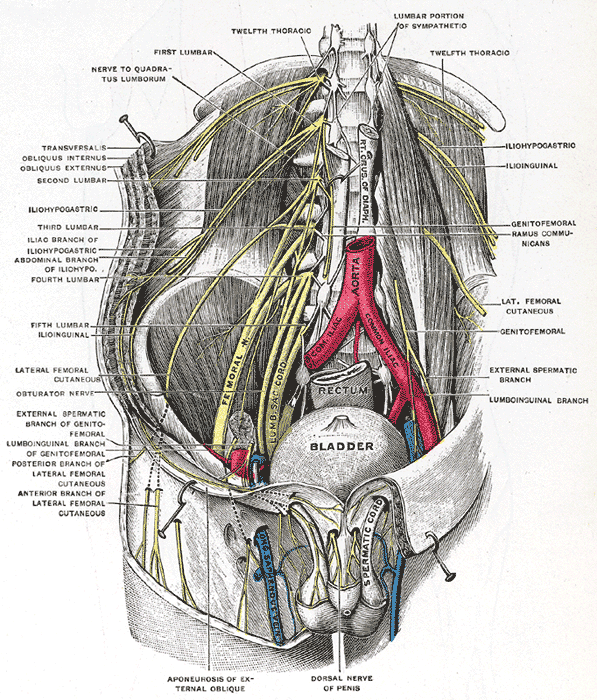
Nerven der Bauchwand des Menschen

Der Nervus iliohypogastricus ist der erste Nerv des Lendenteils (Plexus lumbalis) des Plexus lumbosacralis. Er geht aus den ersten Lendensegmenten L1 des Rückenmarks hervor, beim Menschen auch aus dem 12. Brustsegment (Th12). Aufgrund des wenig ausgeprägten Plexuscharakters (kaum Faseraustausch mit anderen Rückenmarkssegmenten) rechnen ihn einige Autoren nicht zum Plexus lumbalis.
Der Hauptstamm des Nervus iliohypogastricus verläuft zwischen Musculus obliquus internus abdominis und Musculus transversus abdominis in Richtung Bauchmitte. Dabei gibt er Äste ab, die kaskadenartig die Bauchwandschichten durchbohren und somit auch die Haut erreichen.
Der Nervus iliohypogastricus innerviert zusammen mit dem Nervus ilioinguinalis motorisch die Bauchmuskeln sowie sensibel die Haut des Bauches. 
Bei Säugetieren mit 7 Lendenwirbeln (z. B. Raubtiere) werden die beiden ersten Lendennerven als Nervi iliohypogastrici bezeichnet. Man unterscheidet dabei einen Nervus iliohypogastricus cranialis aus L1 und einen Nervus iliohypogastricus caudalis aus dem Segment L2. 